# Jiří Vondráček (skladatel)
Jiří Vondráček (* 7. ledna 1951 Chrudim) je český skladatel, muzikant a režisér. Na svém kontě má množství hitů, jako například Máš chuť majoránky, Strach, Copacabana, Kdo tě má rád, Aprílové počasí, Láska na 100 let atd.

## Biografie
Jako hudební skladatel spolupracoval s významnými českými textaři např. Zdeňkem Rytířem, Zdeňkem Borovcem, Pavlem Vrbou, Michalem Horáčkem, Michaelem Žantovským, Lucií Stropnickou (roz. Borovcovou), Janem Fischerem, nebo Vladimírem Čortem. Se svou ženou, textařkou Hanou Sorrosovou, vytvořili umělecký tandem. Alba, která během dvaceti let vyprodukovali jako tým pro svou dceru, zpěvačku Lucii Vondráčkovou, sbírají ocenění v podobě zlatých a platinových desek. Společně i samostatně napsali také několik písniček pro Helenu Vondráčkovou, Petra Kocmana, Karla Gotta a další interprety. Je znám také jako člen kapel Marsyas, Turbo a v poslední době Vokobere. Vystudoval herectví na pražské DAMU, Lidovou konzervatoř, ale dal přednost hudbě.
Svoji práci střídal před kamerou i za kamerou. Jako režisér a scenárista [zdroj?] vytvořil stovky pořadů pro děti (Kečup a Marmeláda, Minimaxi)  a napsal scénáře k Českému Slavíkovi, nebo pořadu na Nově Novamba. Také podporoval tehdy začínající Lucii Bílou [zdroj?]a ve svém pořadu Hyde park dával prostor kapelám a zpěvákům všech žánrů. Má dvě děti (Lucii a Davida).
V současné době se kromě vlastní umělecké činnosti věnuje produkování CD, režírování klipů, již pět let vytváří s Denisou Markovou hudební pořad Karavana na Country rádiu, kde představují nové písničky známých i méně známých skupin a interpretů. 22 let byl předsedou Svazu autorů a interpretů se kterým prosadil hudební hitparády Českou 12 a Folkaparádu na ČRO2 a CRO Region.  20 let spolupracuje na přípravě legendárního festivalu Porta.

## Filmografie

### herecká
- 1986 Cena medu
- 1985 A co ten ruksak králi
- 1984 Angolský deník lékařky
- 1983 Sbohom sladké driemoty
- 1979 Blízké dálky
- 1978 Wallenstein
- Kačenka a Zlatovlásek
- 1977 Zlaté rybky
- 1977 O Honzovi a Barušce
- 1975 My z konce světa
- 1975 Pan Tau
- 1974 Na startu je delfín
- 1973 Dolina
- 1972 Jatka č.5
- 1972 Půlnoční kolona
- 1971 Velikonoční dovolená
- 1969 Panenství a kriminál

### režijní
- 1992 -1993 Kečup, Marmeláda
- 1995 Minimaxi
- 2004 -2007 Hydepark
- 2018 -2023 Karavana